# Chapelle Saint-Paul de Damas
Pour les articles homonymes, voir Chapelle Saint-Paul.

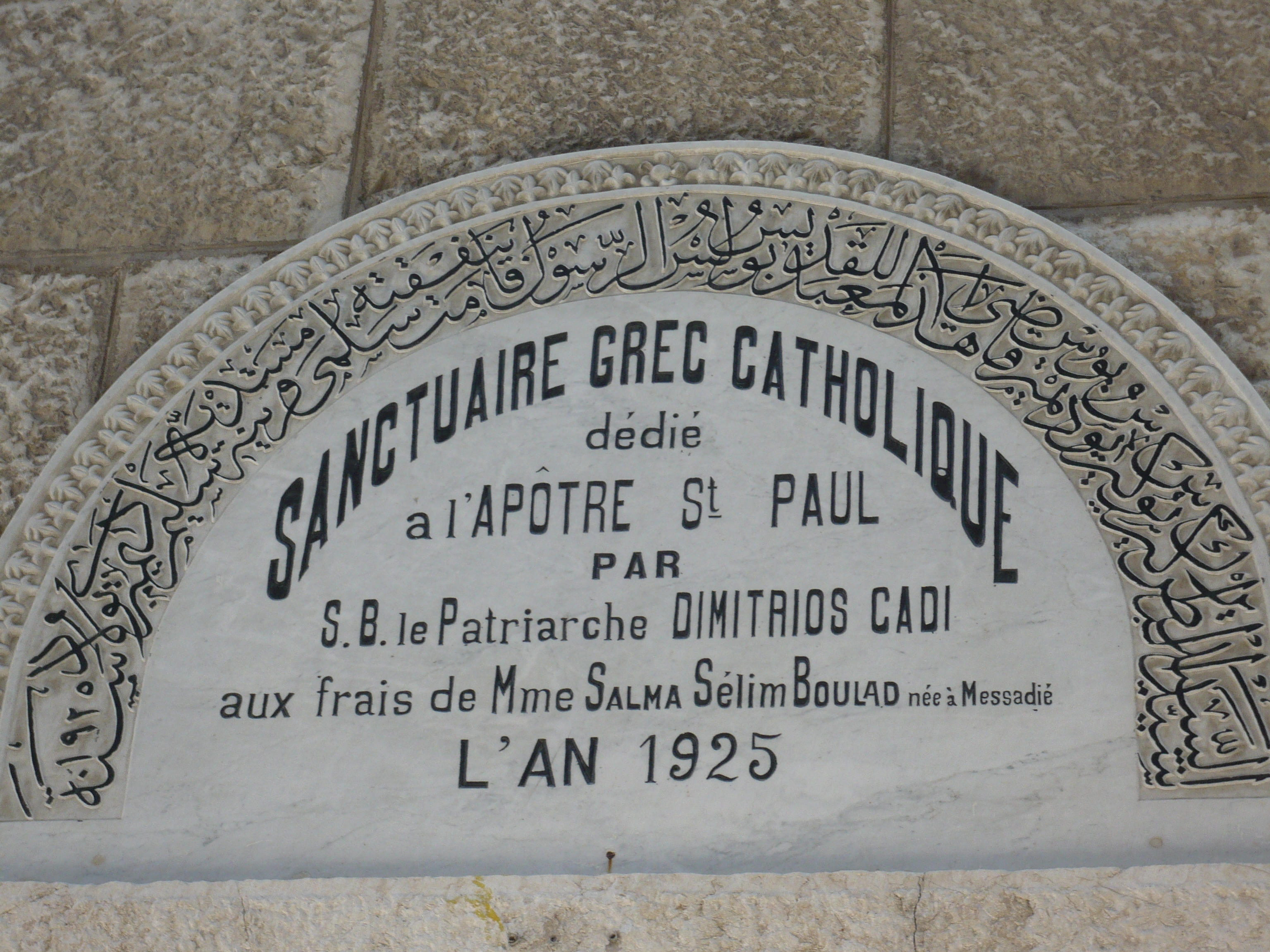
Madame Salma Boulad a financé la construction de la chapelle St Paul

La chapelle Saint-Paul, ou fenêtre de Saint Paul, a été construite en 1922 et 1923 du temps de l'administration française en Syrie d'après le projet du comte Eustache de Lorey, directeur de l'Institut français d'archéologie et d'art islamique. Elle se trouve à l'intérieur de l'arche d'une des deux portes subsistante de l'ancien rempart de la vieille ville de Damas, dite Bab Keissan.

## Historique
Cette porte a été édifiée par Noredin dans la seconde moitié du XIIe siècle. C'est par cet endroit, selon la tradition, que saint Paul s'est enfui de Damas. En effet, après s'être converti sur le chemin de Damas, et avoir été baptisé par saint Ananie, saint Paul s'est mis à prêcher aux habitants de la ville dans les synagogues, ce qui lui a attiré la haine de certains juifs qui l'ont condamné à mort.
Saint Paul après son arrêt de mort s'est caché dans une maison près des remparts, puis s'est enfui de la ville par une fenêtre de la porte Bab Keissan dans un panier.
Le récit de sa fuite est relaté aux Actes des Apôtres, chapitre IX, versets 10-19.
La chapelle est confiée à l'Église grecque-catholique melkite. Elle a été financée en 1923 par Salma Boulad, née Messadié, épouse de Sélim Boulad qui était propriétaire terrien à Chtaura et originaire de Damas (cf plaque de consécration). Sélim et Salma Boulad furent d'importants mécènes de l'église grecque-catholique melkite en Syrie et au Liban.

## Illustrations

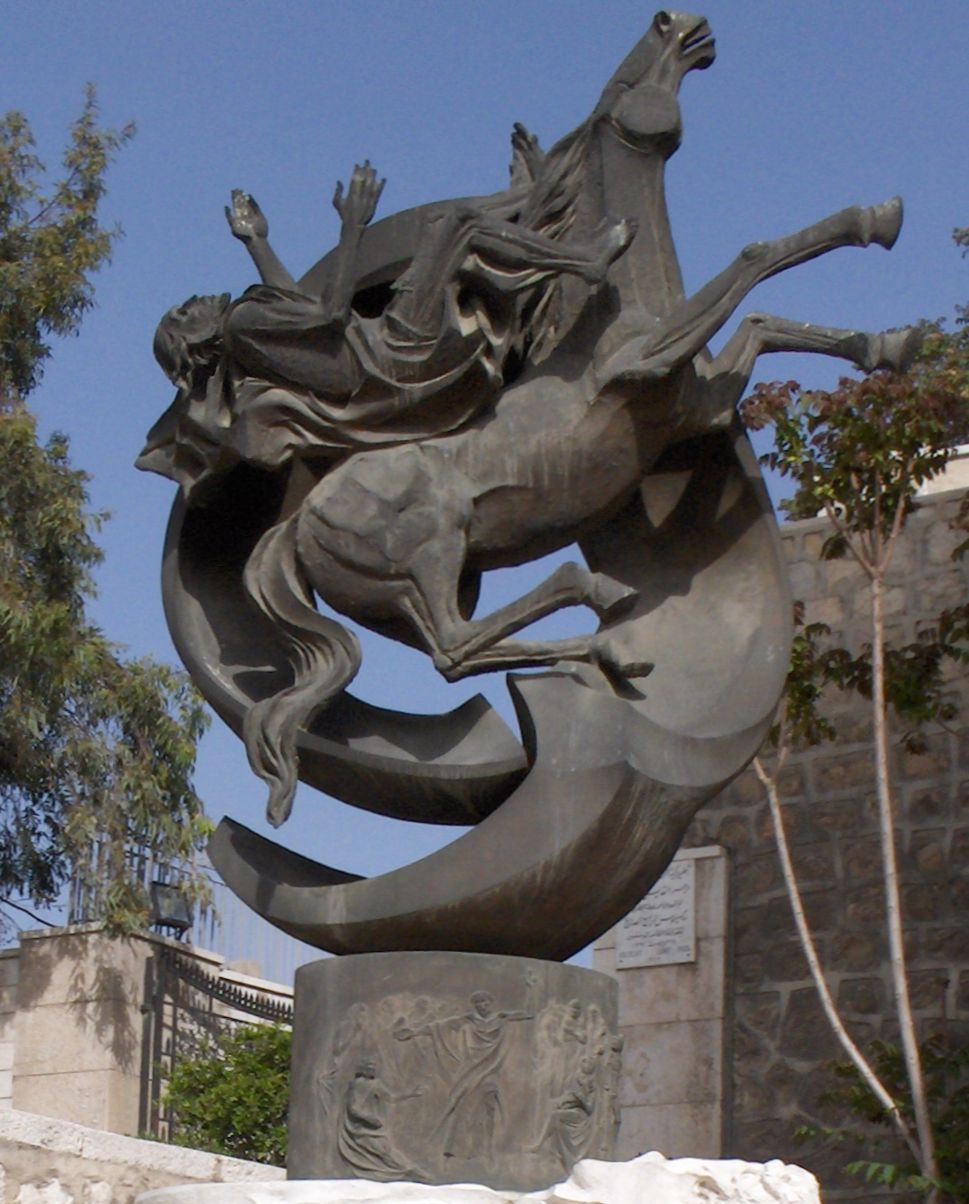
Cour externe de la chapelle: statue de saint Paul qui tombe de cheval
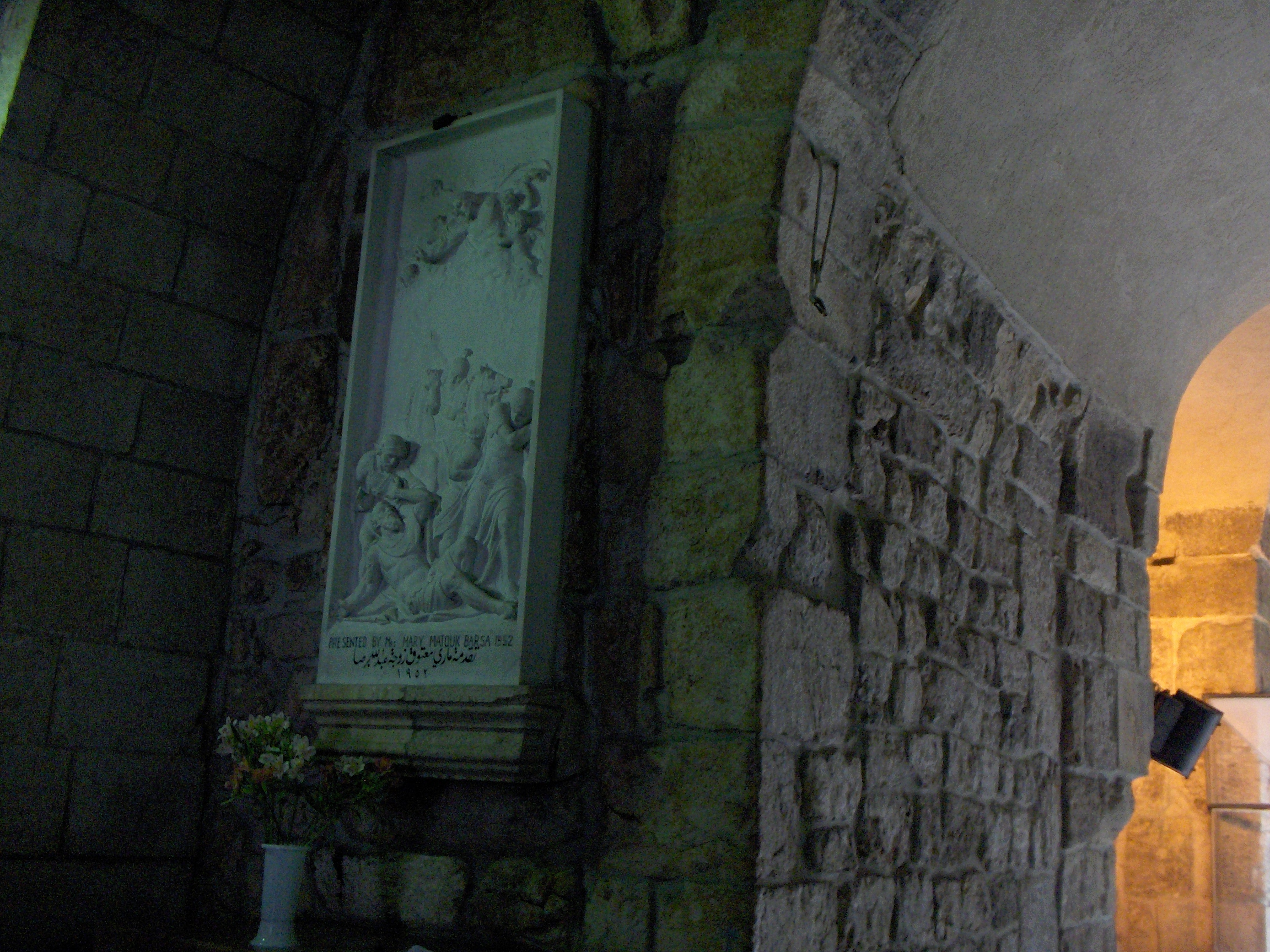
Bas-relief de saint Paul tombant de cheval
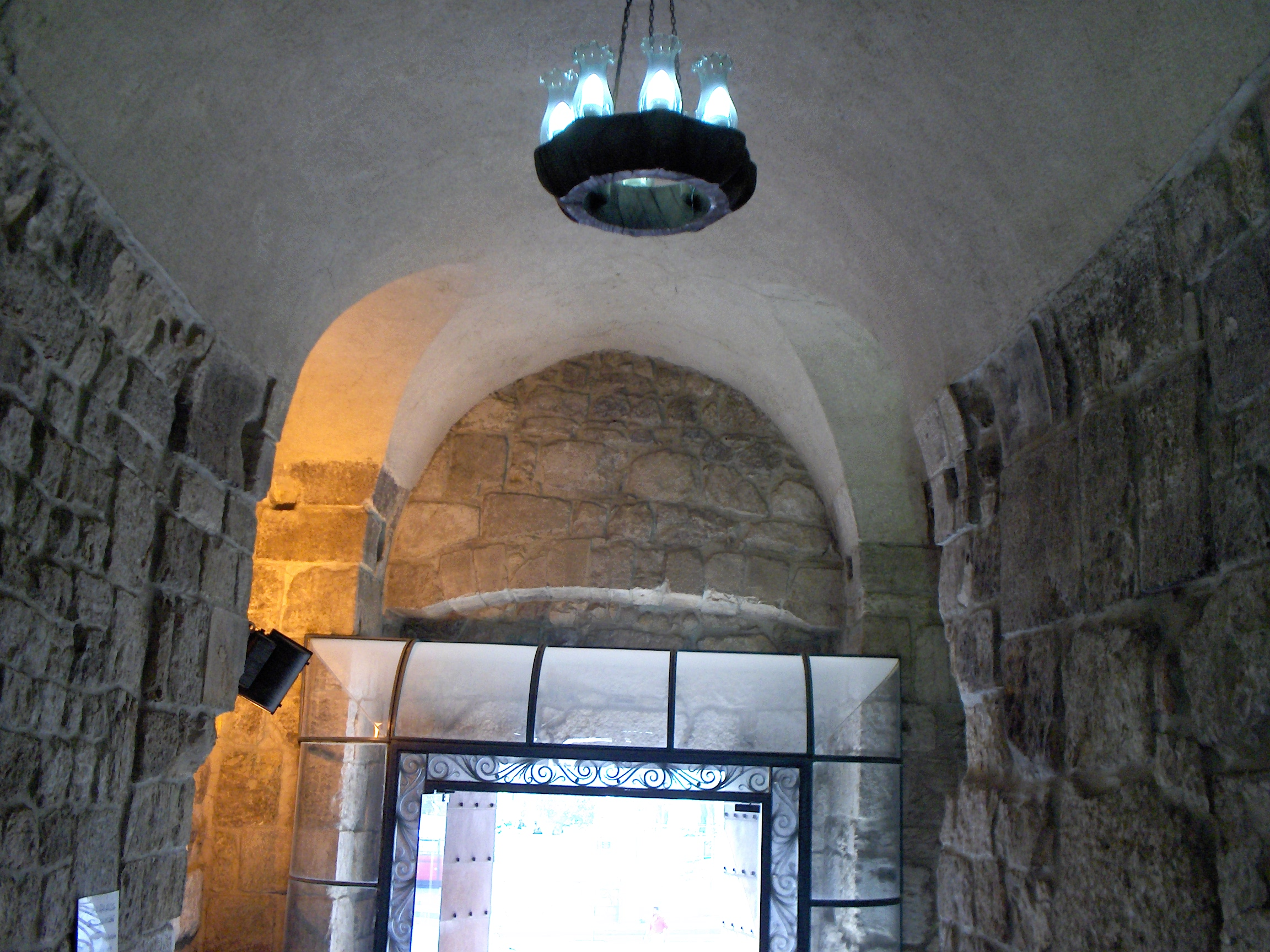
Entrée de la chapelle
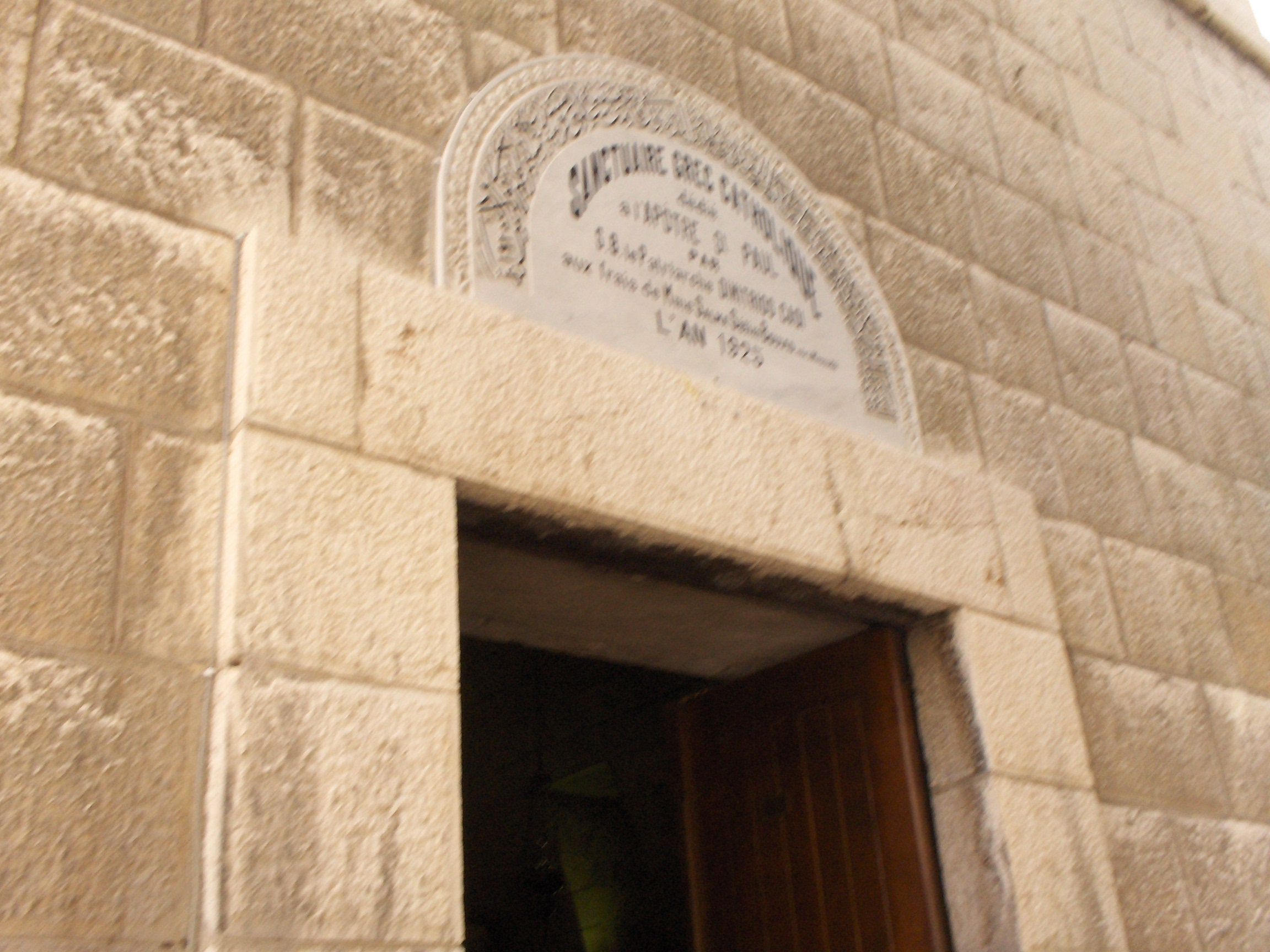
Plaque avec l'année de la consécration de la chapelle
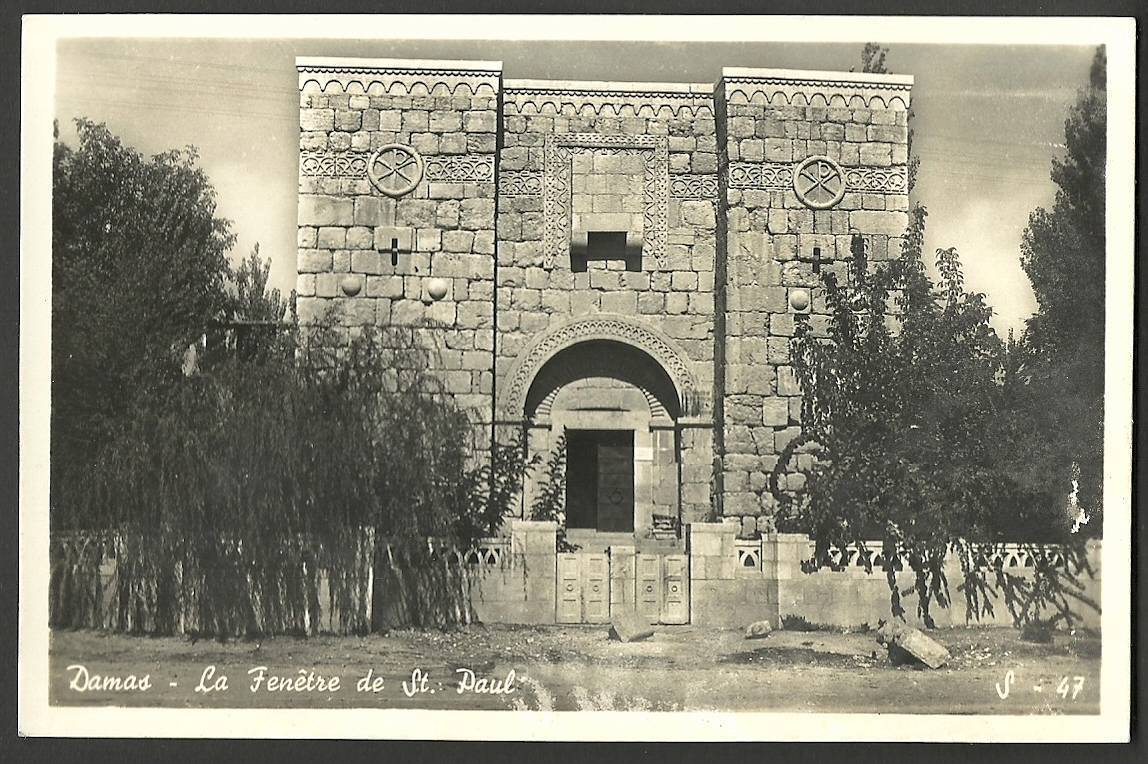
Vue à la fin des années 1920

## Note
- (it) Cet article est partiellement ou en totalité issu de l’article de Wikipédia en italien intitulé « Cappella di San Paolo di Damasco » (voir la liste des auteurs).